# يو إف سي 260
يو إف سي 260: ميوتيتش ضد نغانو(بالإنجليزية: UFC 260: Miocic vs Ngannou 2)‏ كان حدثا لفنون القتال المختلطة نظمته بطولة القتال النهائي التي أقيمت في 27 مارس 2021 في منشأة يو إف سي أبيكس إنتربرايز نيفادا وادي لاس فيغاس، الولايات المتحدة.

## الجوائز الإضافية
حصل المقاتلون على مكافآت بقيمة 50،000 دولار.
- قتال الليلة: فيسينت لوكي ضد تايرون وودلي
- أداء الليلة: فرانسيس نغانو شون أومالي